# Ефект Нової Землі
Ефект Нової Землі — одна із трьох арктичних оптичних ілюзій (дві інші — ефект Хіллінгара і ефект Хафгердінгара), пов'язаних з заломленням сонячного світла в шарах повітря різної температури. Спостерігається як у Арктиці, так і в Антарктиці.
Ефект полягає в тому, що удаваний схід Сонця відбувається до його реального (астрономічного) сходу, тобто Сонце з'являється на горизонті раніше, ніж має з'явитися, виходячи з астрономічних обчислень. Залежно від метеорологічних умов, Сонце може виглядати як лінія або як чотирикутник.
Причина ефекту Нової Землі складається в багаторазовому відбитті світла через викривлення сонячних променів в інверсійних шарах атмосфери. При ясній погоді холодне повітря біля поверхні землі діє як лінза і викривляє сонячні промені, змушуючи Сонце здаватися вище, ніж воно є насправді. Помітний ефект досягається лише в тому випадку, коли протяжність інверсійного шару по горизонталі не менше 400 км. Ефект залежить від градієнта температури в інверсійному шарі.
Назва ефекту походить через те, що його вперше спостерігали учасники експедиції Баренца на Новій Землі 24 січня 1597 року. Учасники експедиції Герріт де Вер і Якоб ван Хемскерк спостерігали диск Сонця, хоча на цій широті ще два тижні згідно астрономічними спостереженнями мала тривати полярна ніч. Герріт де Вер, один з небагатьох, хто вижив з учасників експедиції, описав ефект у своєму щоденнику. Після того, як він повернувся до Нідерландів, йому не повірили і вирішили, що експедиція використовувала юліанський календар замість введеного в 1582 році григоріанського. Ефект Нової Землі спостерігала в 1915 році експедиція Шеклтона в Антарктиді. Ефект отримав наукове пояснення і був визнаний вченими лише наприкінці XX століття. Після цього сліди ефекту знайшли у спостереженнях Кеплера 1604 року.